# سفارة فنزويلا في السويد
سفارة فنزويلا في السويد هي أرفع تمثيل دبلوماسي لدولة فنزويلا لدى السويد. تقع السفارة في ستوكهولم وهي تهدف لتعزيز المصالح الفنزويلية في السويد.

## وصلات خارجية
- قائمة سفارات فنزويلا
- قائمة السفارات في السويد